# Duma Quốc gia
Duma Quốc gia hay Duma Nhà nước (tiếng Nga: Государственная дума (Gosudarstvennaya duma), là hạ viện của Quốc hội Liên bang Nga.
Duma có 450 nghị sĩ, nghị sĩ của Duma được bầu phải là công dân Nga, trên 21 tuổi, và có quyền bầu cử của công dân. Nghị sĩ của Duma không thể cùng đảm nhiệm là nghị sĩ của Hội đồng Liên bang Nga.
Kể từ năm 2007 tới 2011, Duma được bầu qua danh sách chung ứng viên của chính đảng, tổng số phiếu trên 7% mới được vào Duma (2016 ngưỡng là 5%). Nhiệm kỳ của Duma trước đây là 4 năm, sau năm 2011 nhiệm kỳ là 5 năm. Duma có tất cả sáu cuộc bầu cử vào các năm 1993, 1995, 1999, 2003, 2007 và 2011.

## Lịch sử
Duma Quốc gia được thành lập đầu tiên năm 1906 dưới triều Sa hoàng Nicholas II và là Quốc hội đầu tiên của Nga. 2 Duma đầu tiên bị giải thể sau vài tháng hoạt động. Sau khi cải cách bầu cử Duma lần thứ 3 được bầu tháng 11/1907 đại biểu đa phần là giới thượng lưu, ảnh hưởng của Duma bị hạn chế. Việc thành lập Duma cũng như cuộc cải cách năm 1905 đã từng bước loại bỏ chế độ chuyên chế của Nga dẫn tới cách mạng tháng 2 và xóa bỏ chế độ chuyên chế của Nga. Duma Đế chế Nga trải qua 4 khóa; khóa 1 (27/4/1906-19/2/1907); khóa 2 (20/2/1907-3/6/1907); khóa 3 (1907-6/1912); khóa 4 (1912-1917)
Sau khủng hoảng Hiến pháp năm 1993, Duma được tái lập trở lại thay cho Hội đồng Cộng hòa (còn được gọi Soviet cộng hòa).

## Quyền hạn
Hiến pháp Liên bang Nga (Điều 103) quy định quyền hạn Duma Quốc gia có quyền thực hiện:
- Chấp thuận việc bổ nhiệm Thủ tướng Nga;
- Nghe báo cáo hàng năm của Chính phủ Liên bang về kết quả điều hành, bao gồm cả vấn đề của Duma Quốc gia;
- Quyết định các vấn đề bất tín nhiệm với Chính phủ Liên bang;
- Bổ nhiệm, miễn nhiệm Thống đốc Ngân hàng Trung ương;
- Bổ nhiệm, miễn nhiệm Chánh Văn phòng và một nửa kiểm toán viên của Văn phòng Kiểm toán;
- Bổ nhiệm, miễn nhiệm Ủy viên nhân quyền Nga,có trách nhiệm hành động theo luật hiến pháp liên bang;
- Công bố lệnh ân xá;
- Đưa cáo buộc chống lại và luận tội Tổng thống Liên bang Nga (yêu cầu 2/3 đồng ý);

Duma Quốc gia thông qua các nghị định liên quan đến thẩm quyền của mình theo Hiến pháp của Liên bang Nga.

## Giải tán Duma
Duma có thể bị giải tán bởi sắc lệnh của Tổng thống trong 3 trường hợp:
- sau 3 lần Duma Quốc gia bác bỏ ứng cử viên chức Thủ tướng Chính phủ do Tổng thống đề nghị;
- Tổng thống không đồng ý với tuyên bố bất tín nhiệm Chính phủ do Duma Quốc gia đưa ra;
- Duma Quốc gia từ chối tín nhiệm Chính phủ (vấn đề tín nhiệm do Chính phủ đặt ra trước Duma);

## Cấu trúc

### Ủy ban
Duma Quốc gia thành lập Ủy ban và Hội đồng. Ủy ban là cơ quan hoạt động chính của Duma. Chủ tịch Ủy ban và đại biểu của Ủy ban được bầu theo đa số phiếu trong Duma.
Ủy ban là đơn vị cấu trúc chính của Duma, các Ủy ban được tổ chức theo chuyên trách thực hiện. Tại Duma khóa V (2007-2011) có 32 Ủy ban, đến khóa VI có 29 Ủy ban. Ủy ban của Duma hoạt động đồng thời với nhiệm kỳ của Duma. Thẩm quyền của Duma bao gồm: 
- Đề xuất kiến nghị chương trình công tác lập pháp của Duma Quốc gia cho phiên hiện tại và xem xét các vấn đề cho phiên họp tiếp theo;
- Thực hiện xem xét các dự thảo và trình Duma;
- Chuẩn bị dự thảo nghị quyết của Duma Quốc gia;
- Đưa ra những ý kiến về dự thảo luật và quy định được xem xét bởi Duma Quốc gia;
- Đào tạo tùy theo các quyết định của Tòa án Hiến pháp của Liên bang Nga;
- Đưa ra các quyết định phù hợp với Hội đồng của Duma Quốc gia, Chủ tịch Duma Quốc gia được yêu cầu trong dự thảo Nghị quyết của Duma Quốc gia của sự chỉ đạo của đại diện Hội đồng Nhà nước trong Tòa án Hiến pháp của Liên bang Nga;
- Tổ chức các phiên điều trần của Quốc hội;
- Kết luận và đề xuất cho các bộ phận liên quan của dự thảo ngân sách liên bang;

phân tích các thực hành của pháp luật.
29 Ủy ban của Duma trong nhiệm kỳ VI:
1. Ủy ban Hiến pháp và xây dựng Nhà nước
2. Ủy ban Dân sự, hình sự, trọng tài và Luật
3. Ủy ban Lao động, Xã hội và Cựu chiến binh
4. Uỷ ban Ngân sách và thuế
5. Ủy ban Thị trường tài chính
6. Ủy ban Chính sách kinh tế, Đổi mới và Phát triển Doanh nghiệp
7. Ủy ban Tài sản
8. Ủy ban Chính sách nhà ở và Tiện ích công cộng
9. Ủy ban Năng lượng
10. Ủy ban Giao thông vận tải
11. Ủy ban Đất đai và xây dựng
12. Ủy ban Công nghiệp
13. Ủy ban Khoa học và Công nghệ cao
14. Ủy ban Giáo dục
15. Uỷ ban Văn hoá
16. Ủy ban Thể chất, Thể thao và Thanh niên
17. Ủy ban Y tế
18. Ủy ban Phụ nữ, Gia đình và Trẻ em
19. Ủy ban về Các vấn đề nông nghiệp
20. Ủy ban Quốc phòng
21. Ủy ban An ninh và Chống tham nhũng
22. Ủy ban Đối ngoại
23. Ủy ban Các vấn đề CIS và quan hệ
24. Ủy ban Quy tắc và tổ chức của Duma Quốc gia
25. Ủy ban Chính sách khu vực,phía Bắc và Viễn Đông
26. Ủy ban Cấu trúc Liên bang và chính quyền địa phương
27. Ủy ban Tài nguyên, Môi trường và Sinh thái
28. Ủy ban Các Hiệp hội công cộng và tổ chức tôn giáo
29. Ủy ban Dân tộc

### Hội đồng
Hội đồng Duma Quốc gia được thành lập trong trường hợp quy định của luật pháp. Nhiệm kỳ của Hội đồng không quá nhiệm kỳ của Duma.Duma có 6 Hội đồng:
- Hội đồng ủy nhiệm các vấn đề và Đạo đức Quốc hội
- Hội đồng Kiểm toán
- Hội đồng xem xét ngân sách Liên bang bảo đảm quốc phòng an ninh quốc gia
- Hội đồng hỗ trợ phòng chống tham nhũng
- Hội đồng hỗ trợ pháp lý độc quyền, tổng công ty nhà nước, và các doanh nghiệp nhà nước.
- Hội đồng kiểm soát thu nhập, tài sản.

## Chủ tịch Duma
| Thứ | Chân dung   | Tên                | Nhiệm kỳ bắt đầu | Nhiệm kỳ kết thúc | Đảng chính trị | Nhiệm ký |
| --- | ----------- | ------------------ | ---------------- | ----------------- | --- | -------- |
| 1   | không khung | Ivan Rybkin        | 14/1/1994        | 17/1/1996         | Đảng Nông nghiệp Nga | 1        |
| 2   | không khung | Gennadiy Seleznyov | 17/1/1996        | 18/1/2000         | Đảng Cộng sản Liên bang Nga (trước 4/6/2002) ↓ Phi đảng phái / Độc lập(4/6/2002 - 29/10/2002) ↓ Phi đảng phái / Đảng nước Nga mới(từ 29/10/2002) | 2        |
| 2   | không khung | Gennadiy Seleznyov | 18/1/2000        | 29/12/2003        | Đảng Cộng sản Liên bang Nga (trước 4/6/2002) ↓ Phi đảng phái / Độc lập(4/6/2002 - 29/10/2002) ↓ Phi đảng phái / Đảng nước Nga mới(từ 29/10/2002) | 3        |
| 3   | không khung | Boris Gryzlov      | 29/12/2003       | 24/12/2007        | Nước Nga thống nhất | 4        |
| 3   | không khung | Boris Gryzlov      | 24/12/2007       | 19/12/2011        | Nước Nga thống nhất | 5        |
| 4   |             | Sergey Naryshkin   | 20/12/2011       | 5/10/2016         | Nước Nga thống nhất | 6        |
| 5   | không khung | Vyacheslav Volodin | 5/10/2016        | Đương nhiệm       | Nước Nga thống nhất | 7        |

## Phái viên của Tổng thống
- Alexander Yakovlev (18/2/1994 - 10/2/1996)
- Alexander Kotenkov (10/2/1996 - 5/4/2004)
- Alexander Kosopkin (từ 05/4/2004)